# Samir Ibraguimov
Samir Ibraguimov –en ruso, Самир Ибрагимов– es un deportista soviético que compitió en esgrima, especialista en la modalidad de sable.
Ganó dos medallas en el Campeonato Mundial de Esgrima, oro en 1990 y bronce en 1991.

## Palmarés internacional
| Campeonato Mundial | Campeonato Mundial | Campeonato Mundial | Campeonato Mundial |
| Año                | Lugar              | Medalla            | Prueba             |
| ------------------ | ------------------ | ------------------ | ------------------ |
| 1990               | Lyon (Francia)     | Medalla de oro     | Sable por equipos  |
| 1991               | Budapest (Hungría) | Medalla de plata   | Sable por equipos  |